# Лозово (община Лозово)
Ло́зово (макед. Лозово) — село в Республики Македония, административный центр общины Лозово в Восточном регионе страны.
Село расположено в историко-географической области Овче-Поле, к северу от города Штип и к востоку от города Велес.

## История
В XIX веке село было населённым пунктом в Османской империи (Штипская каза) и называлось тогда Джумали или Джумайлия. В 1900 году здесь проживало 150 жителей — все турки.

## Население
По результатам переписи 2002 года население села — 896 жителей, из них:
- македонцы — 851 чел.;
- влахи — 26 чел.;
- турки — 8 чел.;
- сербы — 5 чел.;
- другие — 6 чел.

## Спорт
В селе есть футбольный клуб «Работник», играет во второй лиге страны.